# Symplectoscyphus elegans
Symplectoscyphus elegans is een hydroïdpoliep uit de familie Sertulariidae. De poliep komt uit het geslacht Symplectoscyphus. Symplectoscyphus elegans werd in 1904 voor het eerst wetenschappelijk beschreven door Nutting. 